# Circuits statiques et dynamiques

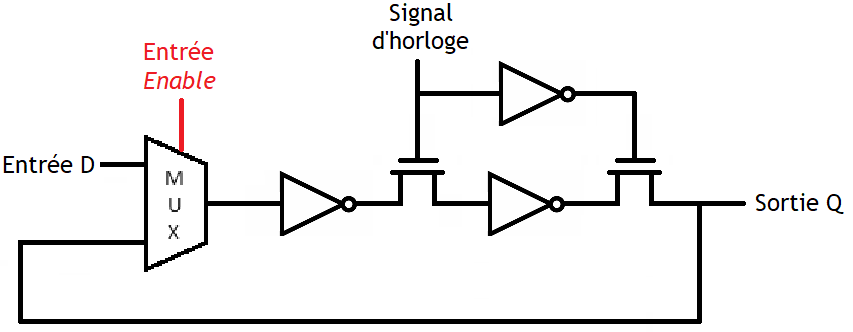
Bascule D en logique Dynamique, avec entrée Enable

En électronique numérique, les circuits peuvent être ou statiques ou dynamiques. Les circuits dynamiques utilisent des stockages temporaires modélisables par des condensateurs, ce qui n'est pas le cas dans les circuits dits statiques, où le stockage se fait grâce à des circuits bistables, comme les bascules.